# Планьоль
Планьо́ль (фр. Plagnole, окс. Planhòla) — коммуна во Франции, находится в регионе Юг — Пиренеи. Департамент — Верхняя Гаронна. Входит в состав кантона Рьём. Округ коммуны — Мюре.
Код INSEE коммуны — 31423.

## География

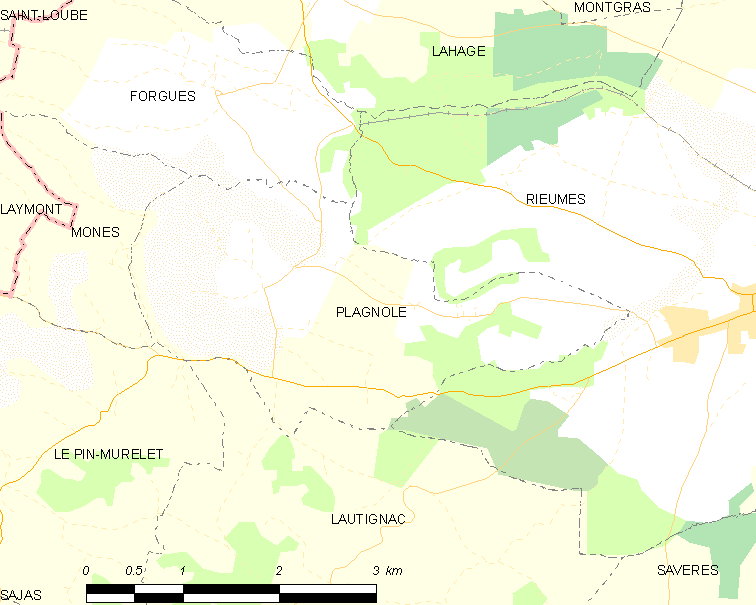
Карта коммуны

Коммуна расположена приблизительно в 620 км к югу от Парижа, в 38 км к юго-западу от Тулузы.

## Климат
Климат умеренно-океанический. Зима мягкая и снежная, весна характеризуется сильными дождями и грозами, лето сухое и жаркое, осень солнечная. Преобладают сильные юго-восточные и северо-западные ветры.

## Население
Население коммуны на 2010 год составляло 266 человек.
| 1962 | 1968 | 1975 | 1982 | 1990 | 1999 | 2010 |
| ---- | ---- | ---- | ---- | ---- | ---- | ---- |
| 156  | 128  | 131  | 147  | 214  | 268  | 266  |

## Администрация
| Период | Период | Фамилия    | Партия | Примечания |
| ------ | ------ | ---------- | ------ | ---------- |
| 2001   | 2008   | Ксавье Мон |        |            |
| 2008   | 2020   | Жорж Дюпюи |        |            |

## Экономика
Среди 194 человек трудоспособного возраста (15—64 лет) 138 были экономически активными, 56 — неактивными (показатель активности — 71,1 %, в 1999 году было 74,7 %). Из 138 активных жителей работали 125 человек (75 мужчин и 50 женщин), безработных было 13 (3 мужчины и 10 женщин). Среди 56 неактивных 18 человек были учениками или студентами, 22 — пенсионерами, 16 были неактивными по другим причинам.